# Robert Mugabe
Robert Gabriel Mugabe (Kutama, 21 febbraio 1924 – Singapore, 6 settembre 2019) è stato un politico e rivoluzionario zimbabwese.
È stato primo ministro dello Zimbabwe dal 18 aprile 1980 al 31 dicembre 1987; e presidente dal 31 dicembre 1987 al 21 novembre 2017, oltre a essere stato il leader del partito Zimbabwe African National Union (ZANU). Dal 24 luglio 2014 fino alle dimissioni è stato il più anziano capo di Stato o di governo del mondo.
È stato accusato di avere instaurato un regime dittatoriale nel suo paese, diventando "l'ultimo re politico africano".
Tra il 1982 e il 1987 più di 10 000 civili Ndebele furono uccisi dalla 5ª Brigata di Mugabe, in quello che è considerato un genocidio ed è chiamato Gukurahundi.
Il 21 novembre 2017, dopo quasi quarant'anni di potere, si è dimesso da Presidente dello Zimbabwe, dopo essere stato posto sotto la custodia dell'esercito in occasione del colpo di Stato del 15 novembre.

## Biografia

### I primi anni e l'istruzione (1924-1945)
Robert Mugabe nacque e trascorse l'infanzia nella missione gesuita di Kutama (distretto di Zvimba), a nord-ovest di Salisbury (l'attuale Harare), nell'allora Rhodesia Meridionale. Terzo di sei figli di Gabriel Matibiri un carpentiere di etnia shona, e la madre Bona era una catechista cristiana, appartenevano alla tribù Zezuru, una delle tribù più piccole tra le tribù shona, e il suo nonno paterno, Constantine Karigamombe, era il capo-tribù e servì il re Lobengula nel 19º secolo.
I restanti 5 fratelli si chiamavano: Miteri (Michael), Raphael, Dhonandhe (Donald), Sabina, e Bridgette.
Venne abbandonato all'età di dieci anni dal padre e allevato dalla madre, che gli conferì un'educazione cattolica, mandandolo a frequentare le scuole presso i gesuiti, dove Mugabe sviluppò una ferrea disciplina oltre che a una profonda devozione religiosa, a scuola era eccellente ma non era tanto propenso a socializzare, piuttosto preferiva leggere, e per questo veniva spesso deriso dagli altri bambini che lo chiamavano "codardo" e "figlio di mamma". A 17 anni conseguì un diploma d'insegnamento, nel 1945 lasciò Kutama e venne impiegato in varie scuole.
Nel 1949 grazie a una borsa di studio frequentò l'università sudafricana di Fort-Hare, vi si laureò in scienze politiche ed entrò in contatto con le idee marxiste dei comunisti sudafricani, anche se ad influenzarlo a quel tempo erano le azioni del Mahatma Gandhi durante il movimento d'indipendenza indiano. Proseguì gli studi a Driefontein (1952), a Salisbury (1953), Gwelo (l'attuale Gweru) (1954) e in Tanzania (1955-1957). In quegli anni ottenne per corrispondenza una seconda laurea all'Università di Londra. Nel periodo compreso tra il 1958 e il 1960 insegnò presso l'università di Accra, in Ghana (1958-1960), dove maturò un'ammirazione per Kwame Nkrumah.
Nel 1984 gli fu conferita la laurea honoris causa dall'Università di Edimburgo, Mugabe ebbe altri riconoscimenti accademici. Nel 1994 venne nominato Knight Commander dell'Order of the British Empire (KBE), titolo successivamente revocato.

### La battaglia anticoloniale, l'arresto e la prigionia
Nel 1960 rientrò per un breve periodo nella colonia della Rhodesia meridionale, dove nel frattempo aveva preso piede un movimento nazionalista africano anticolonialista. Influenzato dalla moglie, l'attivista politica Sally Hayfron, Mugabe era passato definitivamente a teorie di stampo marxista-leninista ed aveva esordito in politica prendendo la parola durante una pubblica manifestazione di protesta nel 1961. Lasciò quindi l'insegnamento per dedicarsi a tempo pieno all'attivismo politico, ed entrò a far parte del Partito Nazionaldemocratico (NDP), che in seguito venne rinominato Unione Popolare Africana di Zimbabwe (ZAPU).
Mugabe, che riteneva necessario intraprendere la lotta armata per rovesciare il dominio coloniale britannico, abbandonò il partito nel 1963 in polemica con il fondatore Joshua Nkomo, che invece sosteneva la via diplomatica del negoziato internazionale con i britannici. Mugabe ed altri fuoriusciti entrarono quindi nell'Unione Nazionale Africana di Zimbabwe (ZANU), fazione rivale dello ZAPU; Ndabaningi Sithole, uno dei fondatori dello ZANU, nominò Mugabe segretario generale del partito.
Nel 1964 venne arrestato insieme ad altri membri del partito e condannato a 10 anni di prigione. Durante il duro regime di detenzione conseguì due lauree per corrispondenza in giurisprudenza ed economia e continuò a leggere i testi marxisti su cui aveva fondato la sua formazione ideologica. Nel 1966 subì un torto che lo avrebbe segnato a vita: il regime rhodesiano gli negò il permesso di andare al funerale dell'unico figlio, morto di malaria in Ghana all'età di tre anni.
Dopo il rilascio nel 1974, lasciò il paese per rifugiarsi a piedi in Mozambico, dove conobbe il leader indipendentista locale del FRELIMO Samora Machel; ivi assunse la guida dell'ala paramilitare del partito, lo Zimbabwe African National Liberation Army (ZANLA), impegnato nella lotta contro il governo razzista della minoranza bianca guidato da Ian Smith.
Nel 1975 persero la vita alcuni dei leader del partito e Mugabe assunse unilateralmente il controllo dello stesso. Dopo una lite con Ndabaningi Sithole, Mugabe costituì una sezione militante dello ZANU, lasciando a Sithole la guida del più moderato partito Zanu (Ndonga). Nel 1976 ZANU e ZAPU si unirono e costituirono il Patriotic Front (PF).

### Accordo per la fine del regime coloniale
Nel 1979, dopo un inasprimento della lotta armata, furono avviati nuovi negoziati di pace tra i leader bianchi della Rhodesia Meridionale e il Patriotic Front di Mugabe: si concordò il ristabilimento del dominio coloniale britannico per gestire la transizione all'indipendenza del paese, e i britannici sostituirono il regime rhodesiano con un governo coloniale guidato da Lord Soames, governatore britannico. In tale fase di transizione l'ex colonia, che successe alla breve esperienza dello Zimbabwe Rhodesia, venne nuovamente nominata Rhodesia Meridionale.

### Primo ministro (1980-1987)
Poco tempo dopo ebbero luogo le elezioni parlamentari per la repubblica dello Zimbabwe; contrariamente alle aspettative che davano come favorito Joshua Nkomo, Robert Mugabe, il 4 marzo 1980, vinse trionfalmente le elezioni e divenne Primo Ministro, diventando il primo nero a ricoprire tale carica; primo Capo di Stato fu Canaan Banana, facente parte dello stesso partito, lo ZANU, che ottenne 57 dei 100 seggi parlamentari.
Ottenuta l'indipendenza effettiva, il paese prese il nome definitivo di Zimbabwe.
Il governo di coalizione costituito con Nkomo fu disciolto nel 1982, asserendo come motivazione un tentativo di un golpe in preparazione da parte dello ZAPU; Nkomo dovette abbandonare il governo. La famigerata 5ª Brigata, predisposta da istruttori nord-coreani, venne impiegata da Mugabe nella regione del Matabeleland per schiacciare l'insurrezione degli ex-guerriglieri fedeli a Nkomo; si stima che tra il 1983 e il 1987 durante il massacro chiamato in codice Gukurahundi, siano stati uccisi sommariamente circa 20 000 civili appartenenti all'etnia minoritaria Ndebele.
Mugabe sfruttò la frattura della coalizione per rafforzare il suo potere. Dopo la sua rielezione del 1985, concluse un accordo con Nkomo che pose termine alla rivalità ZANU-ZAPU e riportò Nkomo al governo come vicepresidente. Nel 1987, dietro insistenza di Mugabe, lo ZAPU e lo ZANU si fusero in un nuovo partito, l'Unione Nazionale Africana di Zimbabwe - Fronte Patriottico (ZANU-FP).

### Presidente della Repubblica (1987-2017)
(Robert Mugabe)
(Robert Mugabe, citato da The Washington Post)

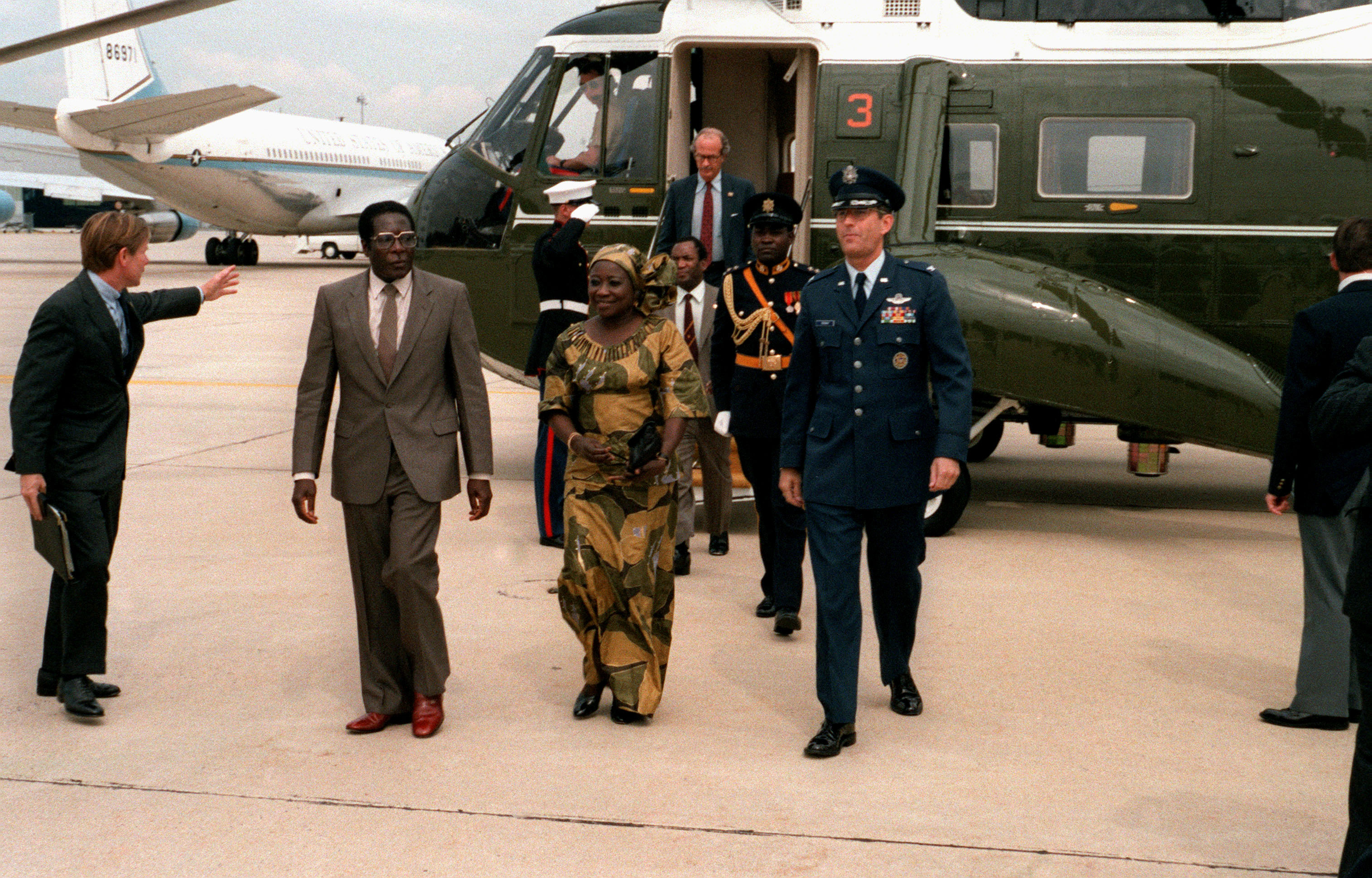
Robert e Sally Mugabe all'Andrews Air Force Base nel 1983

Nel 1987, scaduto il termine settennale di Mugabe, fu abolito il ruolo del primo ministro e Mugabe divenne il presidente del paese; la carica gli venne riconfermata nelle elezioni del 1990 e del 1996. All'inizio del suo mandato Mugabe si propose di migliorare la qualità della vita della popolazione nera. Dal 1991 avviò alcune riforme economiche, introducendo l'economia di mercato.
Si stima che, nel 1975, i residenti bianchi nell'allora Rhodesia fossero circa 300 000, l'8% della popolazione; detenevano la grande maggioranza dei terreni e ricoprivano posti chiave nella società. Dopo il 1980, con l'avvento di un governo nero, i bianchi presenti nel paese presero ad emigrare, soprattutto verso il vicino Sudafrica (in cui vigeva ancora l'apartheid), negli Stati Uniti e in Gran Bretagna. Nel 1997 si assisté all'inizio di assalti alle proprietà terriere della restante minoranza bianca, da parte di bande armate sotto il controllo di Chenjerai Hunzvi, un reduce della guerra civile rhodesiana e presidente della Zimbabwe Liberation War Veterans Association, che occupò ed espropriò fattorie e imprese produttive. Il processo subì un'accelerazione con il varo della riforma agraria del 2000, che attuò l'espropriazione violenta e senza indennizzi di buona parte delle tenute degli agricoltori bianchi, che possedevano il 70% delle terre coltivabili del paese. Il processo di espropriazione dei terreni posseduti dai bianchi continuò durante gli anni 2000.

Alla fine degli anni ottanta Mugabe aveva progettato di rendere lo Zimbabwe uno Stato socialista monopartitico, ma il mutamento degli equilibri politici globali, la fine dell'apartheid in Sudafrica e la liberazione di Nelson Mandela offuscarono il suo protagonismo sulla scena politica africana. Diede asilo all'ex dittatore etiope Menghistu Hailé Mariàm e intervenne nella guerra civile nella Repubblica Democratica del Congo, decidendo un aumento delle spese militari. Il governo di Mugabe riformò inoltre il sistema scolastico, rendendo lo Zimbabwe il paese africano con il più basso tasso d'analfabetismo (circa il 10%). Allo stesso tempo, dalla fine degli anni novanta sono aumentate la corruzione e l'inefficienza anche in questo settore, fattori confermati da scioperi e dalla chiusura di scuole, specie in ambito rurale, a partire dal 2007.

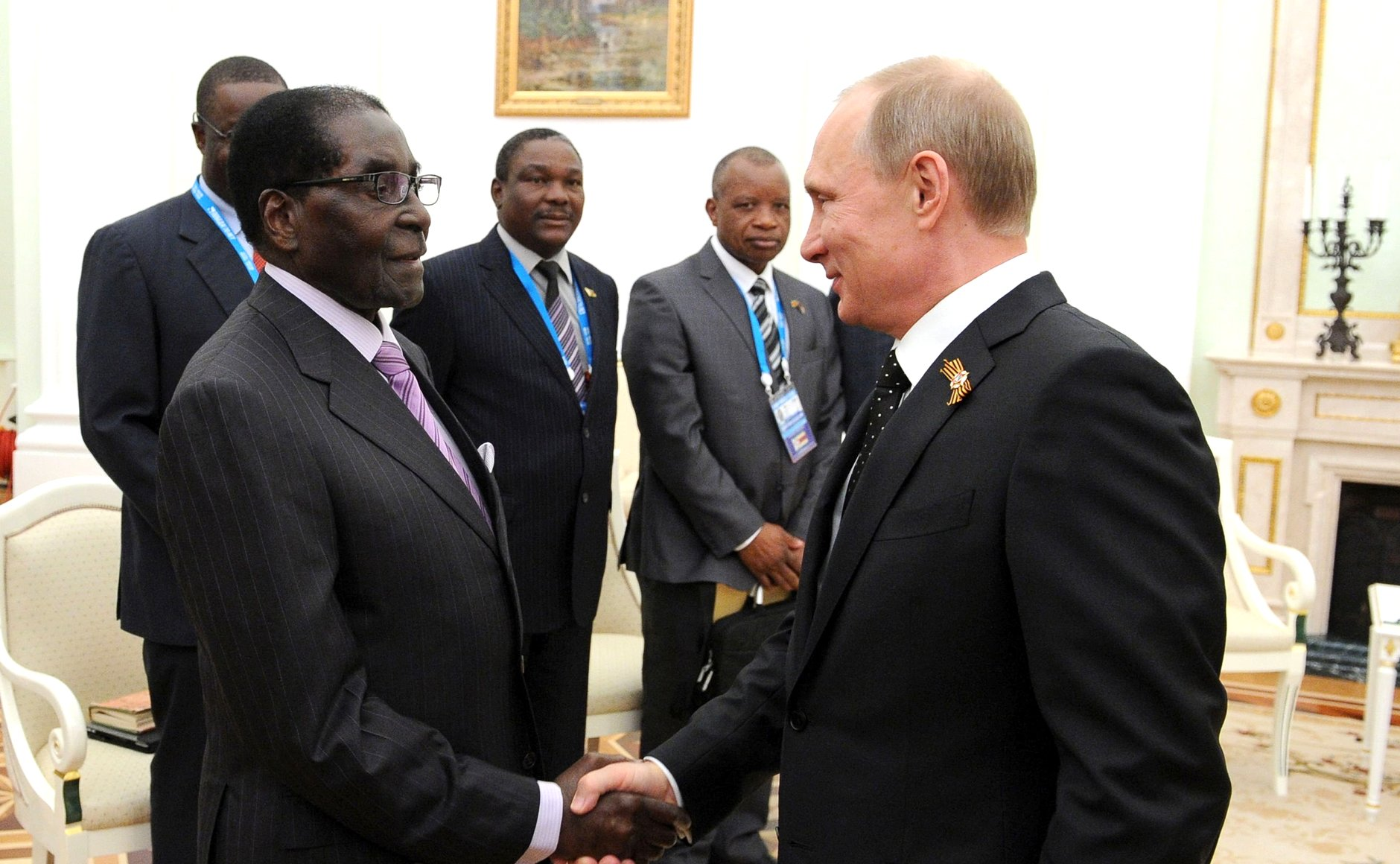
Robert Mugabe incontra il presidente russo Vladimir Putin nel 2015

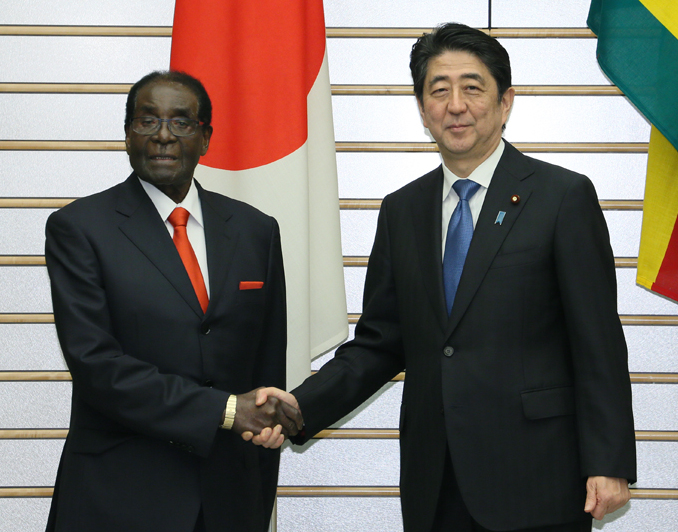
Mugabe e il primo ministro giapponese Shinzō Abe nel 2016

Nel 2000 Mugabe sottopose alla popolazione un referendum costituzionale che gli concedesse pieni poteri, ma esso fu respinto dal 54,7% dei votanti; alle elezioni tenutesi nello stesso anno l'MDC, il partito d'opposizione di Morgan Tsvangirai, conquistò 57 dei 120 seggi del parlamento. Nel 2005 si svolsero le nuove elezioni, che fecero scendere i deputati dell'MDC a 41. Nel 2007 Mugabe fece modificare la Costituzione, abolendo il limite di 4 mandati presidenziali: poté così partecipare alle elezioni presidenziali del 29 marzo 2008, dove ottenne il 43,2% dei voti al primo turno e l'85,5% dei consensi al ballottaggio (che il candidato dell'opposizione, Tsvangirai, boicottò per protesta a causa dei brogli che a suo dire erano stati commessi nella prima tornata). Nel 2013 Mugabe presentò ancora una volta la sua candidatura, vincendo nuovamente con il 61% dei suffragi (stavolta però al primo turno): Stati Uniti e Unione europea denunciarono irregolarità.
Dal gennaio 2015 al gennaio 2016 Mugabe è stato anche Presidente di turno dell'Unione africana. Il 21 febbraio 2017 ha confermato che si sarebbe candidato alle presidenziali del 2018, dopo che l'aveva annunciato al congresso annuale del ZANU-PF che si era tenuto a Masvingo il 18 dicembre 2016, dove i suoi sostenitori avevano proposto anche la presidenza a vita.

### Estromissione
Il 15 novembre 2017 viene preso in custodia dopo un'azione congiunta fra l'esercito e il suo ex vice presidente Emmerson Mnangagwa, senza tuttavia venire destituito ufficialmente. Nonostante l'arresto ufficioso da parte dei militari, Mugabe riappare pubblicamente ad una cerimonia all'università di Harare il 17 novembre. Il 19 novembre viene estromesso come leader del ZANU-PF, sostituito da Emmerson Mnangagwa, ma ancora rifiuta di dimettersi da Presidente.
Il 21 novembre 2017 si dimette ufficialmente, dopo aver negoziato un accordo con i militari in base al quale viene garantita l'immunità a lui e alla moglie, oltre all'intoccabilità del patrimonio di famiglia, consentendo loro di restare nel paese africano con una liquidazione non inferiore ai dieci milioni di dollari e una serie di privilegi a vita. È morto a Singapore nel 2019.

## Vita privata
Mugabe si è sposato due volte. La prima moglie è stata l'attivista politica Sally Hayfron, conosciuta durante gli anni di insegnamento in Ghana e sposata nel 1961; ebbero un unico figlio, Michael Nhamodzenyika Mugabe (1963-1966), morto di malaria all'età di tre anni. Sally morì nel 1992 a causa di una malattia renale.
Nel 1996 Mugabe si è risposato con la sua segretaria Grace Marufu, di 41 anni più giovane, con cui aveva già una relazione da diversi anni e con cui aveva avuto due figli: Bona Mugabe (1988) e Robert Peter Mugabe jr. (1993); un terzo, Chatunga Bellarmine Mugabe, è nato nel 1997. Negli anni, la seconda moglie ha assunto un ruolo politico sempre più importante, acquisendo maggiore influenza nella vita politica del Paese.

## Controversie
Amnesty International ha duramente e ripetutamente criticato alcune politiche del governo di Mugabe. Nel 2000 ha accusato il governo di pianificare deliberatamente violazioni dei diritti umani. Ha poi denunciato l'Operazione Murambatsvina (in lingua shona «Spazza via l'immondizia»), attuata nelle baraccopoli intorno alle grandi città. Secondo l'organizzazione umanitaria: "tra il 18 maggio e il 5 luglio 2005 vennero infatti distrutte 92.460 abitazioni e 700 mila persone furono lasciate senza casa. A seguito degli sgomberi di massa, la maggior parte delle persone fu costretta a cercare rifugio nelle affollate periferie delle città o nelle zone rurali e 222 mila minori - fra i 5 e i 18 anni - hanno dovuto interrompere il loro percorso scolastico". Nel novembre 2013 Amnesty ha confermato come nel paese le condizioni dei diritti umani rimangano "scadenti".
I critici di Mugabe hanno inoltre definito la sua presidenza come un "Regno del terrore", nonché come un "pessimo esempio" per il continente africano. Solidale agli scioperi generali dell'aprile del 2007 indetti dal ZCTU (Zimbabwe Congress of Trade Unions, Congresso dei Sindacati dello Zimbabwe), il segretario generale della Trades Union Congress, Brendan Barber, ha riferito a proposito del regime di Mugabe: 'Gli abitanti dello Zimbabwe stanno soffrendo a causa della corruzione, delle brutali repressioni e dell'incredibile mala gestione dell'economia da parte di Mugabe. Stanno lottando per i propri diritti, e noi dobbiamo lottare con loro.' Lela Kogbara, presidente dell'ACTSA (Action for Southern Africa), ha affermato: 'Come in ogni regime oppressivo, le donne e i lavoratori sono abbandonati a se stessi'.

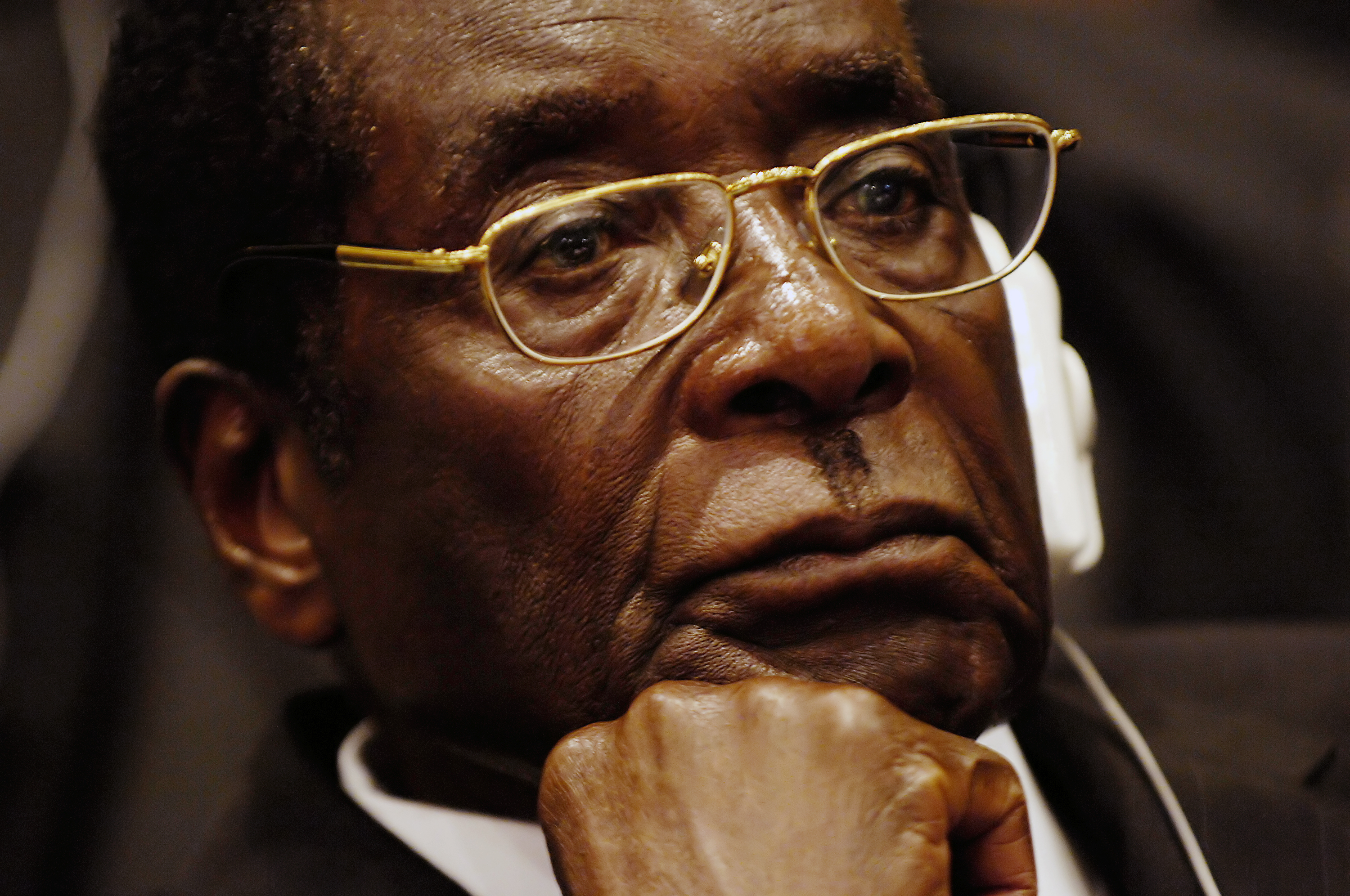
Robert Mugabe assiste alla cerimonia di apertura del vertice dell'Unione Africana di Addis Abeba nel 2008.

In risposta alla critiche rivolte a Mugabe, l'ex politico dello Zambia Kenneth Kaunda ha sostenuto che la causa dei problemi dello Zimbabwe non stia nella presidenza di Mugabe, ma nella lunga storia dei governi britannici. Nel giugno 2007 ha scritto che "i politici occidentali dicono che Mugabe è un demone, che ha distrutto lo Zimbabwe e che deve essere tolto di mezzo; ma questa demonizzazione è fatta da persone che non comprendono quello che Robert Gabriel Mugabe e i combattenti per la libertà hanno dovuto sopportare". Allo stesso modo, il presidente senegalese Abdoulaye Wade ha risposto a queste critiche dicendo che i problemi dello Zimbabwe sono un'eredità del colonialismo. La stampa sudafricana ha dato voce alle critiche più veementi, tra i Paesi del subcontinente, anche se il governo dell'ANC ha spesso fatto valere gli antichi legami di lotta comune contro l'apartheid.

### Nelle relazioni internazionali
La controversa politica da lui messa in atto ha portato all'esclusione dello Zimbabwe dal Commonwealth e allo stesso tempo gli ha procurato la designazione di "persona non grata" in molti Paesi democratici. Sebbene questo status gli abbia negato l'ingresso nell'Unione europea e negli Stati Uniti, non gli poteva essere inibita la partecipazione ad eventi organizzati dalle Nazioni Unite. Perciò, come Capo di Stato, ha partecipato a eventi organizzati da organi delle Nazioni Unite (intervenendo, per esempio, in una riunione FAO del 2008 tenutasi a Roma).
Poté inoltre presenziare agli eventi organizzati in Città del Vaticano, raggiungibile da Roma in virtù dei Patti Lateranensi che obbligano l'Italia a non ostacolare chi è diretto alla Santa Sede. Perciò Mugabe ha partecipato ai funerali e alla cerimonia di beatificazione del papa Giovanni Paolo II, rispettivamente l'8 aprile 2005 e il 1º maggio 2011. Allo stesso modo il 18 marzo 2013 è giunto all'aeroporto romano di Fiumicino con un volo speciale dell'Air Zimbabwe per presenziare alla messa di inaugurazione del pontificato del papa Francesco il 19 marzo 2013. Il 27 aprile 2014, in occasione della canonizzazione di papa Roncalli e papa Wojtyła, è di nuovo presente in piazza San Pietro. Queste visite hanno suscitato polemiche.